# Gladson do Nascimento
Gladson dos Santos Nascimento, mais conhecido como Edgar (Bacuri, 26 de janeiro de 1986), é um futebolista brasileiro que atua como atacante. Atualmente está sem clube. Edgar é um dos grandes ídolos da última década do Sampaio Corrêa F C., mas problemas fora de campo abreviaram sua carreira em alto nível. Atacante de velocidade e explosão muscular invejável, Edgar se tornou o jogador que mais marcou gols no Superclássico Maranhense na última década, foram 19 gols sobre o Moto Club, ninguém nesse período sequer chegou perto disso vestindo o manto tricolor. Os bons números contra o rubro-negro vêm desde sua época de Maranhão Atlético Clube, time que o lançou, onde chegou a marcar 4 vezes numa única partida sobre o Moto Club e pediu música no programa Fantástico. Edgar foi Campeão Brasileiro da Série D em 2012 com o Sampaio e esteve presente no time que ficou com o vice campeonato da Série C no ano seguinte, conseguindo assim o acesso à série B de 2014, onde foi um dos destaques. Edgar também tem outros 5 títulos a nível estadual pelo tricolor Maranhense. 

## Títulos
Sampaio Corrêa
- Campeonato Maranhense: 2011, 2012, 2014
- Copa do Nordeste: 2018